# Gare de Saint-Étienne-Bellevue
Pour les articles homonymes, voir Gare de Saint-Étienne et Gare de Bellevue (homonymie).
La gare de Saint-Étienne-Bellevue est une gare ferroviaire française de la ligne de Saint-Georges-d'Aurac à Saint-Étienne-Châteaucreux, située dans le quartier de Bellevue sur le territoire de la commune de Saint-Étienne, dans le département de la Loire en région Auvergne-Rhône-Alpes. 
C'est une gare de la Société nationale des chemins de fer français (SNCF) desservie par des trains TER Auvergne-Rhône-Alpes qui effectuent des relations entre Lyon et Firminy (ou Le Puy-en-Velay), via Saint-Étienne-Châteaucreux.

## Situation ferroviaire
Établie à 564 m d'altitude, la gare de Saint-Étienne-Bellevue est située au point kilométrique (PK) 134,054 de la ligne de Saint-Georges-d'Aurac à Saint-Étienne-Châteaucreux, entre les gares de La Ricamarie et de Saint-Étienne-Le Clapier.

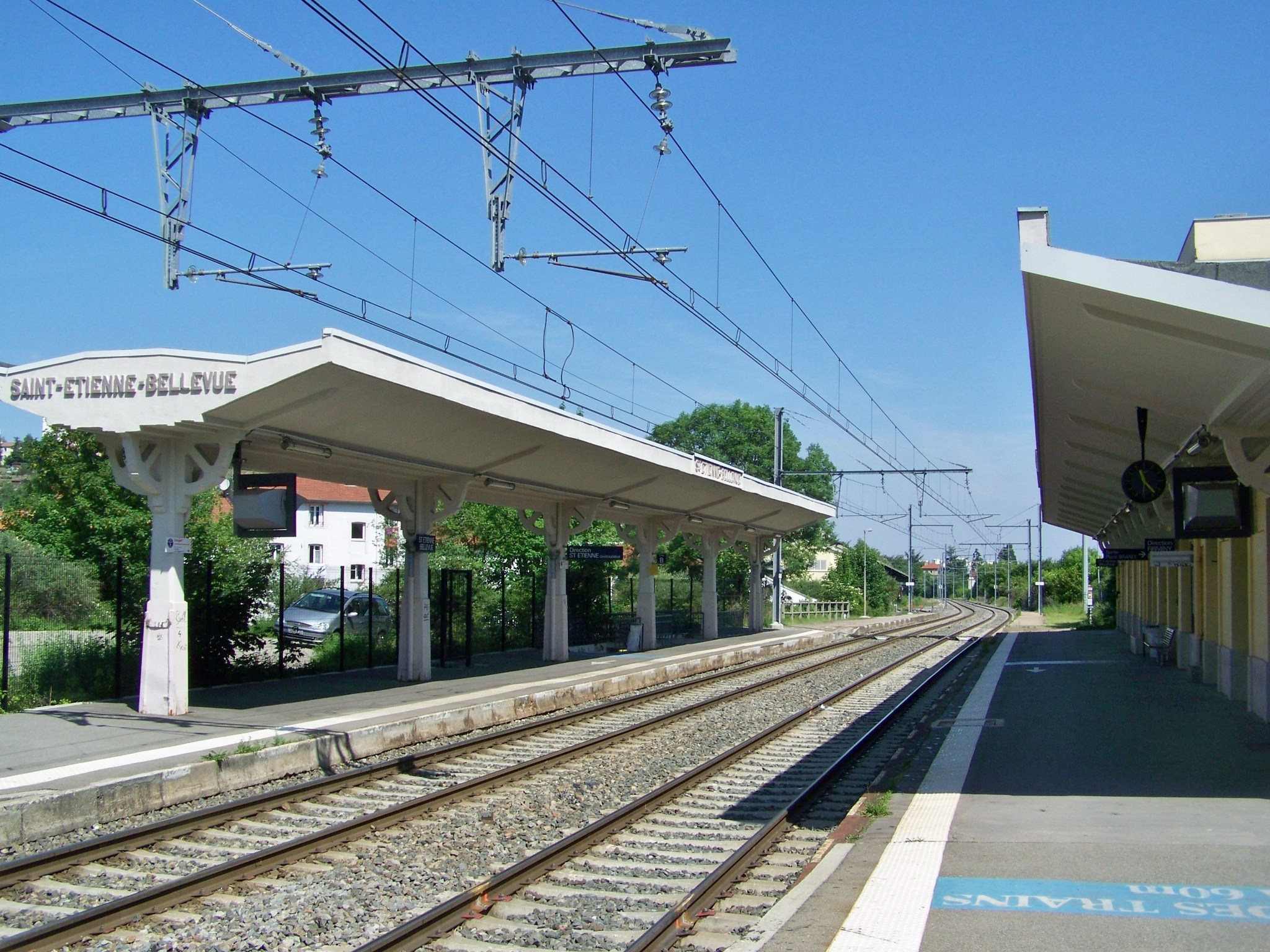
Quais et voies de la gare en 2011.

## Histoire
La première gare de Bellevue fut construite en 1857. Mais elle fut reconstruite en 1932 avec comme plan d’origine la gare des Brotteaux à Lyon[réf. nécessaire]. Cette nouvelle gare moderne était composée d’une grande salle des pas-perdus et d’un passage souterrain pour arriver aux quais. En 2006 la gare a fait l’objet d'une rénovation.

## Fréquentation
De 2015 à 2023, selon les estimations de la SNCF, la fréquentation annuelle de la gare s'élève aux nombres indiqués dans le tableau ci-dessous.
| Année     | 2015    | 2016    | 2017    | 2018    | 2019    | 2020   | 2021   | 2022    | 2023    |
| --------- | ------- | ------- | ------- | ------- | ------- | ------ | ------ | ------- | ------- |
| Voyageurs | 139 963 | 121 962 | 125 617 | 112 336 | 129 338 | 65 757 | 96 721 | 127 259 | 136 614 |

## Service des voyageurs

### Accueil
Gare SNCF, Elle dispose d'un bâtiment voyageurs, avec guichet, ouvert du lundi au vendredi. Elle est équipée d'automates pour l'achat de titres de transport.

### Desserte
Saint-Étienne-Bellevue est desservie par des trains TER Auvergne-Rhône-Alpes qui effectuent des missions entre Lyon et Firminy, via Saint-Étienne-Châteaucreux. et entre Lyon et Le Puy-en-Velay.

### Intermodalité
Un parc pour les vélos et un parking pour les véhicules y sont aménagés, un parc relais est à proximité. Le site de la gare de Bellevue est un pôle multimodal permettant des correspondances : avec les lignes de tramway T1 et T3 ; et les bus du réseau STAS des lignes M1, M4, M7, 22, 23 et 80 en journée, la ligne S1 en soirée et la ligne N2 la nuit. 
Les lignes L12, L14, L16 et L17 des Cars Région Loire ainsi que les lignes H28, H30, H34 et H37 des Cars Région Haute-Loire desservent également le pôle multimodal de Bellevue.